# Pseudobaikalia
Pseudobaikalia is een geslacht van weekdieren uit de klasse van de Gastropoda (slakken).

## Soorten
- Pseudobaikalia jentteriana (Lindholm, 1909)
- Pseudobaikalia michelae Sitnikova & Kovalenkova, 2016